# Jaroslav Tuma (Eishockeyspieler)
Jaroslav Tuma (* 20. September 1947 in der Tschechoslowakei) ist ein ehemaliger tschechisch-niederländischer Eishockeyspieler, der unter anderem für den EV Rosenheim und EC Deilinghofen in der Bundesliga aktiv war. Mit den Tilburg Trappers wurde er dreimal Niederländischer Meister. Tuma gilt als einer der erfolgreichsten Spielerberater des europäischen Eishockeys.

## Karriere
Jaroslav Tuma spielte in der 1. Liga der Tschechoslowakei, ehe er im Jahr 1968 in die Niederlande kam und sich dort dem Eredivisie-Klub Tilburg Trappers anschloss. Dort entwickelt er sich mit im Schnitt etwa drei Punkten pro Spiel zum Topscorer der Mannschaft. In der Saison 1970/71 trägt er 93 Tore zum Gewinn der Niederländischen Meisterschaft bei. In der Folgesaison verteidigt das Team den Titel und der Mittelstürmer stellte mit 115 Treffern und 112 Vorlagen einen neuen persönlichen Rekord auf. In der Spielzeit 1972/73 gewann er mit den Trappers ein drittes Mal die Meisterschaft.
Anschließend wechselte Tuma nach Deutschland, wo er zunächst für den Mannheimer ERC in der 2. Bundesliga spielte. Zur Saison 1974/75 wurde er vom EV Rosenheim verpflichtet, mit dem er in die Bundesliga aufstieg. Ab 1978 spielte er zwei Jahre lang für den EC Deilinghofen bzw. ECD Iserlohn. Nach dem Abstieg im Jahr 1980 verließ er den Verein und schloss ein Jahr beim Zweitligisten Schwenninger ERC an, bevor er für zwei Spielzeiten als Spielertrainer beim ERC Ingolstadt in der Oberliga tätig war.
In der Schweiz erhielt Tuma im Jahr 1983 seinen ersten Vertrag als hauptamtlicher Trainer: Er führte den SC Langenthal aus der Nationalliga B in seiner ersten Saison in die Aufstiegsrunde. Anfang des Jahres 1985 wurde er aber wegen Erfolglosigkeit entlassen. In der Spielzeit 1986/87 wurde er vom EHC Olten aus der Nationalliga A verpflichtet. Nach einer Saison wurde sein Vertrag aber nicht verlängert. Daraufhin beendete er seine Trainerkarriere. Stattdessen gründete er mit Derek Holmes eine Spieleragentur. Als Berater betreuter er zeitweise bis zu zwölf Spieler aus der National Hockey League (NHL) und zahlreiche Nationalspieler aus Deutschland, der Schweiz und weiterer Länder. So vermittelte er unter anderem den Transfer von Lukas Reichel von den Eisbären Berlin zu den Chicago Blackhawks im Juni 2021. Tuma gilt als einer der bedeutendsten und bekanntesten Agenten Europas. Bei der Deutschen Eishockey Liga (DEL) ist er auch im Jahr 2024 im Alter von 76 Jahren noch offiziell als Spielervermittler registriert.
Tuma lebt in Thunstetten im Oberaargau.

## Erfolge und Auszeichnungen
- 1971 Niederländischer Meister mit den Tilburg Trappers
- 1972 Niederländischer Meister mit den Tilburg Trappers
- 1973 Niederländischer Meister mit den Tilburg Trappers
- 1975 Meister der 2. Bundesliga und Aufstieg in die Bundesliga mit dem EV Rosenheim
- 1981 Aufstieg in die Bundesliga mit dem Schwenninger ERC

## Karrierestatistik
(Legende zur Spielerstatistik: Sp oder GP = absolvierte Spiele; T oder G = erzielte Tore; V oder A = erzielte Assists; Pkt oder Pts = erzielte Scorerpunkte; SM oder PIM = erhaltene Strafminuten; +/− = Plus/Minus-Bilanz; PP = erzielte Überzahltore; SH = erzielte Unterzahltore; GW = erzielte Siegtore; 1 Play-downs/Relegation; Kursiv: Statistik nicht vollständig)